# Gli Opera
Gli Opera foi uma banda italiana de pop-rock, criada na cidade de Messina e ativa entre 1975 e 1985.

## Carreira
O grupo foi formado por iniciativa do cantor Filiberto Ricciardi, após a dissolução de seu grupo anterior, o Gens. A formação original incluía Filiberto Ricciardi (teclados e voz, vindos da Gens), Pino Allegra (baixo), Pippo "Mancino" Mantineo (guitarras) e Vincenzo Maccagnani (bateria), o único que não era de Messina. Posteriormente, a banda passou por algumas trocas de membros: Antonello Barrilà substituiu Pino Allegra no baixo, Carlo Simone substituiu Pippo Mantineo na guitarra, primeiro Pippo Adorno e depois Pino Salpietro substituiu Vincenzo Maccagnani na bateria, de modo que todos os músicos que compunham a banda eram da cidade de Messina.
Poucos anos depois, a banda, mudando sua base para outra região italiana, encontrou sua estabilidade com uma nova formação que incluía a seguinte equipe: Vanni Comotti (Treviglio, 7 de março de 1955), Lele Bellin (Borgo di Terzo, 21 de dezembro de 1956), Mario Lambiase (Torino, 15 de janeiro de 1957), Antonello Barrilà (Messina, 22 de setembro de 1952), Mario Volanti (Messina, 22 de setembro de 1953). Algum tempo depois (de 1982 a 1985) o baixista Piero Pasini, músico de Bergamo, assumiu o lugar de Barillà.
Eles estrearam na edição de 1975 do Festivalbar com a canção "Donna di chi" (música de Filiberto Ricciardi; letra de Daniele Pace), que também foi apresentada no programa de televisão italino Ora musica, dirigido por Nino Fuscagni e Vanna Brosio, que entrou brevemente na parada de sucessos italiana.  
A banda foi inscrita na competição principal da 26ª edição do Festival de Música de Sanremo em 1976, chegando às finais e terminando na nona colocação com a música "L'ho persa ancora" (música de Filiberto Ricciardi; letra de Daniele Pace e Oscar Avogadro). O grupo concorreu no festival mais duas vezes, em 1979 com a canção "Il diario dei segreti", (música de Giuseppe Adorno; letra de Claudio Daiano) sendo eliminada na primeira fase, e  1981 com a canção  "Guerriero" (música e letra de Antonello Barillà) também eliminada na primeira fase.  
Em 1978 fizeram sucesso em toda a Itália com o espetáculo teatral Aria, acqua, terra e fuoco, em que executaram algumas canções que remetiam aos quatro elementos mencionados no título, e das quais o single Re Salomone / Aria, acqua, terra e fire .
Em 1985, após a dissolução do conjunto, Filiberto Ricciardi obteve o diploma de oboé no Conservatório Giuseppe Verdi de Milão e dedicou-se à carreira de tenor. 

## Discografia
Álbum
- 1981 - Le nostre canzoni (CBS)

Músicas
- 1975 - "Donna di chi" (CBS, 3260)
- 1976 - "L'ho persa ancora" (CBS, 4042 / Peters International, PI 434)
- 1976 - "Lei bambina lei signora" (EMI, 3C 006-18209)
- 1977 - "Stelle su di noi" (Durium, LdAI 7980)
- 1978 - "Re Salomone" (Durium, LdAI 8001)
- 1979 - "Volare mai" (Durium, LdAI 8085)
- 1979 - "Il diario dei segreti" (Durium, LdAI 8038)
- 1980 - "Lascia che sia" (Durium, LdAI 8078)
- 1981 - "Guerriero" (Radio Records, 7210)
- 1981 - "Guai" (Radio Records, 7233)